# Aname

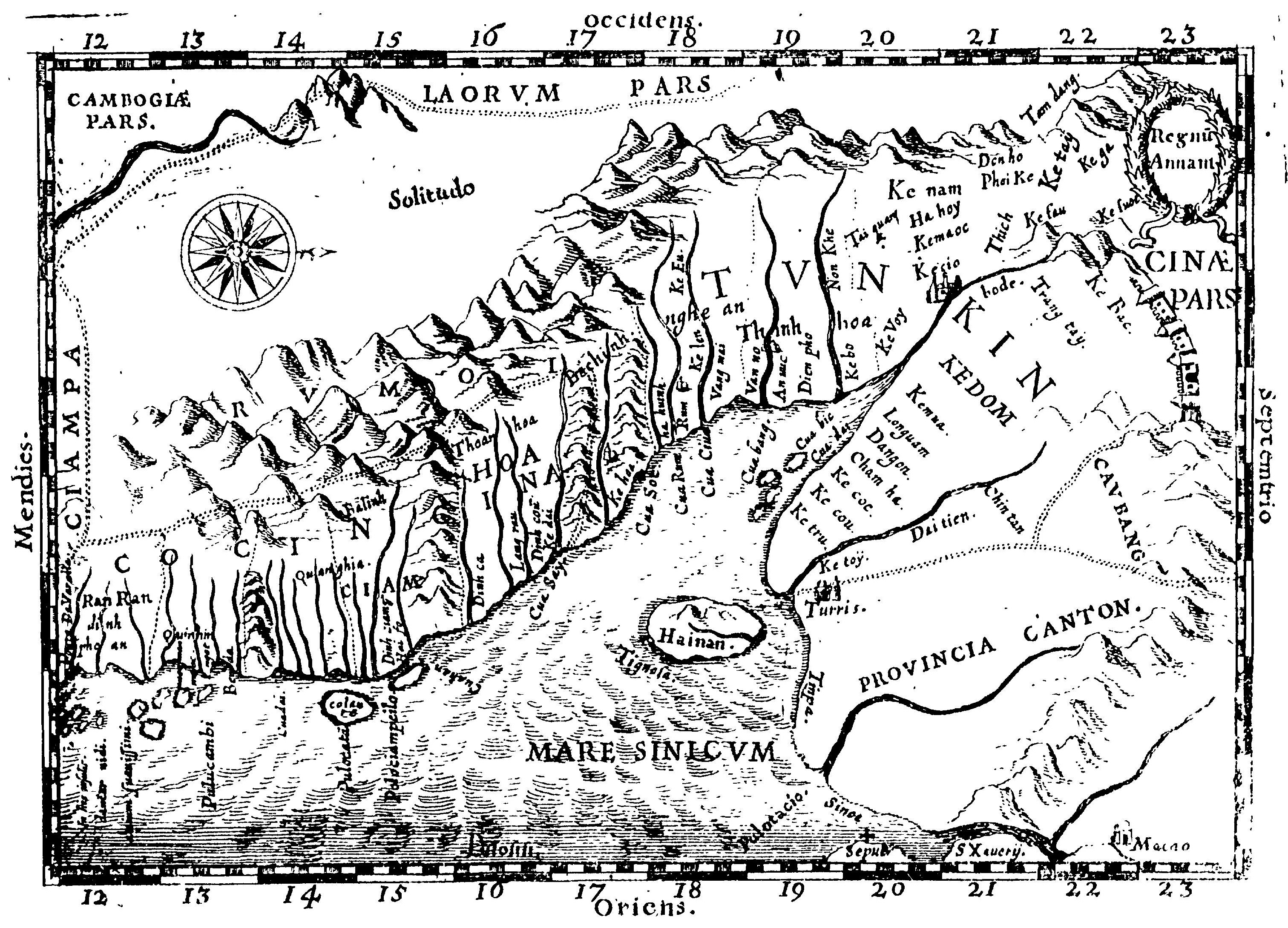
Mapa de Aname desenhado por Alexandre de Rhodes

Aname (em vietnamita: An Nam) foi uma colônia francesa situada na área central do atual Vietname.
Foi capturada pelos franceses em 1874 e foi parte da Indochina Francesa desde 1887 até à sua queda, em 1945, como resultado da derrota francesa na Primeira Guerra da Indochina. As outras duas regiões federadas com a Indochina Francesa, após a Guerra Sino-Francesa, eram a Cochinchina, a sul, e Tonquim, a norte. A capital de Aname era Huế.
Anteriormente, Aname era um termo chinês para designar o que é hoje o norte do Vietname. Devido à associação da palavra "Aname" com o domínio chinês e o subsequente colonialismo francês, o termo é considerado depreciativo por muitos vietnamitas, que, por essa razão, preferem referir-se à região como Trung Kỳ (literalmente "Vietname Central"; em Hán tự: 中圻)